# Разина, Марина Дмитриевна
 Мари́на Дми́триевна Ра́зина (28 февраля 1966, Рыбинск, Ярославская область — 30 июня 2020) — российская художница. Работала в жанрах пейзаж, деревенский интерьер, городской пейзаж, натюрморт, портрет. Во многих работах чувствуется влияние импрессионизма и неоромантизма. Известна не только в России, но и в Германии, других странах.
Наиболее известная картина художницы — «Яблочный спас» (1997), выполненная в жанре «деревенский интерьер». На некоторых ресурсах являет собой своеобразную визитную карточку праздника Преображения Господня.

## Биография
Родилась в 1966 году в городе Рыбинск. С ранних лет испытывала интерес к искусству. С 12 лет училась в художественной школе. С 2010 года жила и работала в научном посёлке Борок. Наиболее удачной своей выставкой Марина Разина считала выставку в Париже, 1996 год. В 2010 основала студию «Возрождение», где, в частности, обучение мастерству живописи давалось как детям, так и взрослым.
Картины Марины Разиной находятся во многих частных собраниях в России и за рубежом. Также участвовала в оформлении поэтических сборников, вышедших в Германии.
Скончалась 30 июня 2020 года. Похоронена на новом кладбище в селе Верхне-Никульское Некоузского района Ярославской области.

## Выставки
Наиболее значимые выставки художницы:
- Выставка в Париже, 1996 год;
- Выставка «Рыбинск-Париж-Пошехонье»[6], 2003 год.
- Выставка в Рыбинском музее-заповеднике, «Пошехонская Русь»; 2004 год[7]
- Выставка в Биберахе (Biberach), Германия, 2011 год.
- Выставка в Биберахе, Германия, январь-апрель 2013 года[8].

## Картины
|  |  |  |   |
|  |  |  |   |
|  |  |  |   |
|  |  |  | – |